# Friederike Spiecker
Friederike Spiecker (* 1967 in München) ist eine deutsche Volkswirtin und Autorin.

## Leben
Spiecker studierte von 1986 bis 1991 Volkswirtschaftslehre an der Uni Konstanz. Mit einem Stipendium von Volkswagen für herausragende Nachwuchswissenschaftler fing sie 1992 an einem Graduiertenkolleg in Göttingen an. 1993 wechselte sie nach Berlin in die von Heiner Flassbeck geleitete Konjunkturabteilung des Deutschen Instituts für Wirtschaftsforschung. Forschungsschwerpunkte ihrer damaligen Tätigkeit waren Konjunkturzyklen und Vorhersage.
Heute ist sie vor allem publizistisch tätig und veröffentlicht Sachbücher und Beiträge zu den Themenfeldern Konjunkturpolitik, Makroökonomie und Arbeitsmarkt. Im Jahre 2013 trat sie dem Autorenteam des Blogs flassbeck economics bei, und schrieb später auch Beiträge für das Nachfolgemagazin Makroskop. Daneben unterrichtet sie an der Hochschule für Gestaltung Schwäbisch Gmünd im Fach Ökonomie und ist in der Lehrerfortbildung sowie wirtschaftspolitischen Beratung tätig. 2022 war sie im Deutschen Bundestag als Sachverständige geladen, wo sie grundsätzliche Kritik an der Schuldenbremse übte.
Spiecker argumentiert, dass die Wirtschaftspolitik zu sehr auf einzelwirtschaftlichen Prinzipien basiere, was zu Fehlern führe, da die Gesamtwirtschaft anders funktioniere. Spiecker betont, dass zur Korrektur dieser Fehler ein grundlegendes Verständnis der Gesamtwirtschaft notwendig sei. Außerdem kritisiert sie die EZB für ihre Zinserhöhungen als Reaktion auf die Inflation, die ihrer Meinung nach auf falschen Vorstellungen über Inflation und Geldpolitik beruhen. Diese Politik habe durch die Beeinträchtigung der Investitionstätigkeit in Europa und Gefährdung von Arbeitsplätzen realwirtschaftlichen Schaden angerichtet.
Spiecker hat drei Kinder.

## Publikationen
- Die Irrlehre vom Lohnverzicht. Globalisierungsangst und Neoliberalismus. Mit Heiner Flassbeck. In: Blätter für deutsche und internationale Politik. Nr. 9, 2005, ISSN 0006-4416, S. 1071–1082 (fspiecker.de [PDF; 116 kB]).
- Das Ende der Massenarbeitslosigkeit: Mit richtiger Wirtschaftspolitik die Zukunft gewinnen. Mit Heiner Flassbeck. Westend Verlag, Frankfurt am Main 2007, ISBN 978-3-938060-20-9.
- Irrweg Grundeinkommen: Die große Umverteilung von unten nach oben muss korrigiert werden. Mit Heiner Flassbeck, Volker Meinhardt und Dieter Vesper. Westend Verlag, Frankfurt am Main 2012, ISBN 978-3-86489-006-2.
- Das Schuldenproblem und die europäische Krise. Mit Heiner Flassbeck und Paul Steinhardt. 1. Auflage. Makroskop Mediengesellschaft, Wiesbaden 2017, ISBN 978-3-947056-00-2.
- Atlas der Weltwirtschaft 2020/21: Zahlen, Fakten und Analysen zur globalisierten Ökonomie. Mit Heiner Flassbeck und Stefan Dudey. Westend Verlag, Frankfurt am Main 2020, ISBN 978-3-86489-295-0.
- Atlas der Weltwirtschaft 2022/23: Zahlen, Fakten und Analysen zur globalisierten Ökonomie. Mit Heiner Flassbeck und Constantin Heidegger. Westend Verlag, Frankfurt am Main 2022, ISBN 978-3-86489-385-8.[9]